# سل انیمیشن

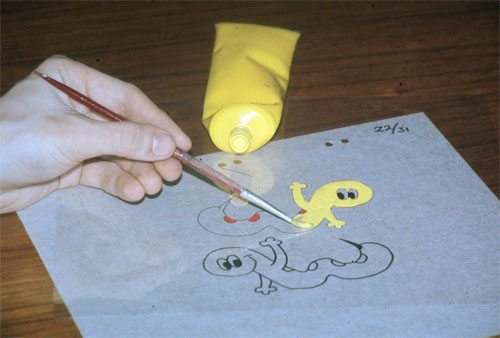
نقاشی با اکریلیک پشت یک طلق شفاف. شخصیت کارتونی، قبلا بر روی طلق کشیده شده و فقط رنگ به پشت طلق اضافه میشود.

پویانمایی سنتی (به انگلیسی: Traditional Animation) روشی است که در آن اغلب تصویر شخصیت ها و اشیای متحرک، روی طلق شفاف و بی رنگ اجرا و رنگ‌آمیزی شده و سپس روی پس زمینه مجزا قرار گرفته و از آن عکسبرداری میشود.
با این روش دیگر نیازی به کشیدن چندباره پس زمینه برای هر قاب نیست. پس زمینه یک بار کشیده شده و فقط عناصری که قرار است بر روی پس زمینه حرکت کنند، روی طلق های جداگانه کشیده می شوند. با به کارگیری این روش، در وقت و انرژی انیماتور صرفه جویی خواهد شد.

## سل یا طلق؟
کلمه سل در سل انیمیشن در حقیقت کوتاه شده‌ی لغت سلولوئید Celluloid نام اولین ماده پلاستیکی موفق تجاری بود که در سال ۱۸۶۹ ابداع شد.